# Ludwig Klages
Friedrich Konrad Eduard Wilhelm Ludwig Klages (Hannover, 1872. december 10. – Kilchberg, Svájc, 1956. július 29.) német filozófus, pszichológus, grafológus, a kézírás kutatásának teoretikusa.

## Életútja
Münchenben tanult filozófiát és kémiát, bár a kémiai diploma megszerzése után sosem dolgozott szakmájában. Ezután megismerkedett a szobrász Hans Bussevel, valamint Georg Meyerrel. 1894-ben ők hárman alapították a Német Grafológiai Társaságot.
Szintén Münchenben találkozott Klages, az író Karl Wolfskehllel és a titokzatos Alfred Schulerrel. Klages a schwabingi ’Bohém Hercegnő’-nek is nevezett Fanny zu Reventlow szeretője volt. Vele, illetve Wolfskehllel, Schulerrel, illetve az író Ludwig Derleth-tel alkották a Müncheni Kozmikusok Körét, amihez ritkán csatlakozott a költő Stefan George is. 1902-ben írt egy könyvet melyben George költői tehetségét méltatta. Ennek a csoportnak a tagjaként filozófiájában keveredett az ’elkorcsosult’ modern világ az ősi, misztikus német múlttal, amelyben a művésznek emberfeletti szerep jut egy új jövőkép megteremtésében. George elhatárolta magát Klages misztikus filozófiájától, de még egy ideig folytatta Klages verseinek megjelentetését, saját lapjában a Blätter für die Kunst-ban. Wolfskehl megismertette Klagest Johann Jakob Bachofen (1815-1887) munkásságával, aki egy svájci antropológus és szociológus volt, akinek fő kutatási területe a matriachális törzsek vizsgálata volt.
1914-ben az első világháború kitörése miatt Klages Svájcba menekült, ahol írásaiból és előadásaiból tartotta fenn magát. 1920-ban tért vissza Németországba és 1932-ben Goethe-emlékéremmel tüntették ki. 1936-ban megtámadták a náci hatóságok az együttműködés megtagadása miatt. 1942-ben 70-ik születésnapján számos újságban feljelentették szerte Németországban. A háború vége után azonban az új kormány kitüntette.

## Munkássága
Részletes elméletet dolgozott ki a grafológián belül és neve sokáig összekapcsolódott a ’szint-formálás’ (?), ritmikusság és a bi-poláris értelmezéssel. Munkássága igen jelentős, mivel Nietzsche-vel és Bergsonnal együtt megalapozták az egzisztencialista fenomenológiát. Klages nevéhez köthető egyúttal a logocentrizmus, melyet az 1920-as években dolgozott ki.
Klages 14 könyv és 60 cikk szerzője (1910-1948). Társszerkesztője volt a Berichte című folyóiratnak (1897-1898), illetve jogutódjának a Graphologische Monatshefte-nek, egészen 1908-ig.

## Munkáinak kiadásaiból
- Prinzipien der Charakterologie (1910, seit 1926 Die Grundlagen der Charakterkunde. 14. Aufl.). Bouvier, Bonn, 1969
- Handschrift und Charakter. Gemeinverständlicher Abriß der graphologischen Technik. (1917; 29. Aufl. für die Deutungspraxis bearbeitet und ergänzt von Bernhard Wittlich.) Bouvier, Bonn 1989, ISBN 3-416003-12-8
- Der Geist als Widersacher der Seele (1929–32, Hauptwerk in 3 Bänden). 5. Aufl. Bouvier, Bonn 1972
- Ludwig Klages Sämtliche Werke.[8] 16 Bände. Bouvier, Bonn 1964-1996. (szerk. Ludwig Klages és Ernst Frauchiger)

Valamennyi fontos kötete hozzáférhető hazai közkönyvtárainkban eredeti német nyelven és német kiadásban. Számos kötetét lefordították angol nyelvre.

## Díjak, elismerések
- Goethe-díj (1932)
- Kitüntetés (1952)